# Hugues du Perche
Hugues du Perche est un noble franc du Xe siècle. 

## Biographie
Hugues du Perche est le fils cadet de Fulcois, comte du Perche, probablement de la famille des vicomtes de Châteaudun (venue sans doute des Rorgonides), et de Mélisende (probablement de Nogent). C'est aussi l'un des premiers ancêtres en lignée masculine des Plantagenêts. Son frère est Geoffroi Ier du Perche - II de Châteaudun.
Il épouse Béatrice de Mâcon, veuve de Geoffroy Ier, comte du Gâtinais. De ce mariage, il eut :
- Geoffroy II Ferréol, comte du Gâtinais. Par son mariage avec Ermengarde-Blanche d'Anjou, ses descendants deviendront comtes d'Anjou, puis rois de Jérusalem et d'Angleterre (les Plantagenêts) ;
- Liétaud († 1050), seigneur d'Yèvres de 1028 à 1050, donné comme l'auteur de la famille de Nemours et de Château-Landon.

Dans la charte que son beau-fils Aubry, comte du Gâtinais, et Francon, évêque de Paris signèrent le 26 mai 1028, il est cité comme témoins, avec ses deux fils Geoffroy et Liétaud. C'est cet acte qui a pu établir le second mariage de Béatrice avec Hugues du Perche.
Étant issu d'une famille vassale des comtes de Blois, alors que les comtes du Gâtinais étaient fidèles aux rois de France capétiens, le mariage eut probablement lieu pendant une période de rapprochement entre les deux familles, soit durant l'union du roi Robert II le Pieux et de Berthe de Bourgogne, veuve d'Eudes Ier de Blois, entre 996 et 1003. 
Les maisons de Blois et d'Anjou étant des ennemies irréductibles du Xe siècle au XIIe siècle, les Plantagenêts, descendants des comtes d'Anjou, cherchèrent à masquer Hugues de Perche, pourtant leur ancêtre agnatique, pour cacher que leur origine masculine se trouvait dans une lignée de vassaux des comtes de Blois. Des généalogistes médiévaux allèrent même jusqu'à inventer un Bouchard, comte de Gâtinais, comme père de Geoffroy Ferréol.